# Skip Homeier
George Vincent Homeier dit Skippy Homeier puis Skip Homeier est un acteur et réalisateur américain né le 5 octobre 1930 à Chicago (Illinois, États-Unis) et mort le 25 juin 2017.

## Biographie
Skip Homeier a débuté à la radio à Chicago à l'âge de 6 ans. Il a joué dans son premier film au cinéma à l'âge de 14 ans.

## Filmographie

### Comme acteur
- 1944 : Les Hommes de demain (Tomorrow, the World!) : Emil Bruckner
- 1946 : Boys' Ranch : Skippy
- 1948 : Arthur Takes Over : Arthur Bixby
- 1948 : Mickey : Hank Evans
- 1949 : Le Chat sauvage (The Big Cat) : Jim Hawks, Gil' Son
- 1950 : La Cible humaine (The Gunfighter) : Hunt Bromley
- 1950 : Okinawa (Halls of Montezuma) : Pvt. « Pretty Boy » Riley
- 1951 : Sealed Cargo : Steve
- 1951 : Baïonnette au canon (Fixed Bayonets!) : Whitey
- 1952 : La Polka des marins (Sailor Beware) : Mac
- 1952 : Qui donc a vu ma belle ? (Has Anybody Seen My Gal?) : Carl Pennock
- 1953 : The Last Posse : Art Romer
- 1954 : La Patrouille infernale (Beachhead) : Reynolds
- 1954 : The Lone Gun : Cass Downing
- 1954 : Vengeance à l'aube (Dawn at Socorro) de George Sherman : Buddy Ferris
- 1954 : La Veuve noire (Black Widow) : John Amberly, Claire's Brother
- 1954 : Cry Vengeance : Roxey Davis
- 1955 : Dix hommes à abattre (Ten Wanted Men) : Howie Stewart
- 1955 : Colorado Saloon (The Road to Denver) : Sam Mayhew
- 1955 : Le Doigt sur la gâchette (At Gunpoint) : Bob Dennis
- 1956 : Stranger at My Door : Clay Anderson
- 1956 : Guet-apens chez les Sioux (Dakota incident) : Frank Banner
- 1956 : Thunder Over Arizona : Tim Mallory, mistaken for Shotgun Kelly
- 1956 : Collines brûlantes (The Burning Hills) de Stuart Heisler : Jack Sutton
- 1956 : Le Temps de la colère (Between Heaven and Hell) : Pvt. Swanson Co.G
- 1957 : Les Criminels de Londres (No Road Back) : Railton
- 1957 : L'Homme de l'Arizona (The Tall T) : Billy Jack
- 1958 : La Journée des violents : Howard Hayes
- 1958 : Les mobiles du crime (The mobile) épisode de Alfred Hitchcock présente : série télévisée
- 1958-1959 : Au nom de la loi (Wanted Dead or Alive) (série télévisée) Saison 1 épisode 11 : Ted Jenks
- 1959 : Les Pillards de la prairie (Plunderers of Painted Flats) : Joe Martin
- 1960 : Comanche Station de Budd Boetticher : Frank
- 1960 : Dan Raven (série télévisée) : Lt. Dan Raven
- 1962 : Stark Fear : Gerald Winslow
- 1963 : Johnny Shiloh (TV) : Capt. MacPherson
- 1963 : Le Collier de fer (Showdown) de R. G. Springsteen : Caslon
- 1963 : Combat ! (Combat!) : Billy Joe
- 1964 : La Patrouille de la violence : Pink
- 1964 : Combat ! (Combat!) : Sgt Morgan
- 1966 : The Ghost and Mr. Chicken (en) d'Alan Rafkin : Ollie Weaver
- 1967 : Combat ! (Combat!) Saison 5 épisode 16 : Lt. Karl Mauer
- 1968 : Tiger by the Tail : Député Sheriff Laswell
- 1968 : Star Trek (série) : épisode Fraternitaire : Député Führer Melakon
- 1969 : Star Trek (série) : épisode Le Chemin d'Eden : Dr. Sevrin
- 1969 : Le Virginien (TV) saison 7 épisode 18 (The price of love) : Callan
- 1970 : The Challenge (en) (TV) : Lyman George
- 1972 : Two for the Money (TV) : Docteur
- 1972 : Ghost Story (TV) : Steve
- 1973 : The Voyage of the Yes (TV) : Arnold Markwell
- 1973 : Starbird and Sweet William : Ranger
- 1976 : Helter Skelter (TV) : Juge Older
- 1977 : The Greatest : Major
- 1977 : Intrigues à la Maison Blanche (Washington: Behind Closed Doors) (feuilleton TV) : Lars Haglund
- 1977 : L'homme qui valait 3 milliards (The Six Million Dollar Man) (série TV) (saison 5, épisode 8) : Ted Harmon
- 1978 : Overboard (TV) : Dr. Medlow
- 1979 : The Wild Wild West Revisited (TV) : Joseph (Assistant de Malone)

### comme réalisateur
- 1962 : Stark Fear